# Dipyridamole
Le dipyridamole, vendu sous le nom de marque Persantine et autres est un antiagrégant plaquettaire.

## Usage médical
Est un médicament utilisé pour prévenir les caillots sanguins et dans le cadre de l'imagerie de perfusion myocardique au thallium . Pour la prévention des caillots sanguins, il était utilisé avec de l'aspirine ou de la warfarine . Il est pris par voie orale ou par injection dans une veine.

## Effets secondaires
Les effets secondaires peuvent inclure des maux de tête, des vertiges, des bouffées vasomotrices, des douleurs thoraciques, des troubles gastro-intestinaux, des nausées, des diarrhées, des éruptions cutanées et des démangeaisons; d'autres effets secondaires peuvent inclure des problèmes hépatiques et l'anaphylaxie  , Bien qu'il n'y ait pas de mal clair avec l'utilisation pendant la grossesse, une telle utilisation n'a pas été bien étudiée. Il agit en dilatant les vaisseaux sanguins et en diminuant l'agrégation plaquettaire .

## Histoire
L'utilisation médicale du dipyridamole a été approuvée aux États-Unis en 1961. Il est disponible en tant que médicament générique . Au Royaume-Uni, 60 comprimés de 200 mg coûtent au NHS environ 13 £ à partir de 2021. Ce montant aux États-Unis coûte environ 88 USD.